# Pavel Otdelnov
Pavel Aleksandrovitch Otdelnov (russe : Павел Александрович Отдельнов, né le 19 juin 1979 à Dzerzhinsk, URSS) est un artiste russe qui utilise la peinture, le dessin, la vidéo et les installations pour explorer des sujets tels que l'espace urbain, l'environnement, l'histoire soviétique et la mémoire historique.

## Biographie
Pavel Otdelnov est né à Dzerjinsk, une ville industrielle de l’oblast de Nijni Novgorod et un pôle majeur de l'industrie chimique soviétique qui a connu un important déclin socioéconomique après l'effondrement de l'Union soviétique.
Dès son enfance, Otdelnov rêve de devenir artiste et réalise déjà ses premières œuvres. Diplômé d'un club d'arts et d'une école d'art dans sa ville natale, il s'inscrit au Nizhny Novgorod Art College où, de 1994 à 1999, il est formé par Pavel Rybakov. Ses premières expositions ont lieu à cette époque : l'exposition collective Miezdunarodny Plener Malarski à Sławków, Pologne en 1997 et une exposition personnelle à la salle d'exposition Peter's House à Nijni Novgorod en 1999. En 1999, il soumet comme projet de fin d'études le tableau Cargo 200, basé sur les rencontres et discussions de l'artiste avec des vétérans des guerres locales. Otdelnov explique alors qu'il a pour objectif de représenter une personne brisée par la guerre et incapable de se réintégrer dans une société pacifique. Pour ce projet, l'artiste s'est entretenu avec des soldats revenus des guerres d'Afghanistan et de Tchétchénie,,.
De 1999 à 2005, Otdelnov étudie à l'Institut d'art de l'Académie d'État de Moscou V. Surikov à Moscou dans le département de peinture sous la direction de Pavel Nikonov et Yuri Shishkov. Les artistes Egor Plotnikov, Evgenia Buravleva, Dmitry Samodin, Maxim Smirennomudrensky, Nikolay Smirnov figurent parmi ses camarades de groupe. En 2005, il présente un projet de fin d'études qui prend la forme d'une série d'inspiration évangélique. Son projet, réalisé dans le respect des traditions de son atelier de formation, porte une attention majeure à l'artisanat plastique et donc à la structure de la composition, au rythme, au plan de peinture et à l'espace. Les œuvres produites par Otdelnov durant ses années d'études sont marquées par l'influence de la peinture soviétique des années 1920 et 1930.
De 2005 à 2007, Otdelnov étudie au troisième cycle à l'Institut d'art Surikov. En 2007, il lance le blogue Livejournal.com, sur lequel il publie des critiques et des essais sur l'art et les expositions en cours.
En 2013 et 2015, Otdelnov  étudie à l'Institut d'art contemporain de Moscou. Dans le cadre du programme de formation, il crée I Shop Therefore I Am, une œuvre qui s'intéresse à l'interpénétration de l'art et du commerce et qui rend hommage à Barbara Kruger.

## Projets de recherche

### Promzona, 2015—2020

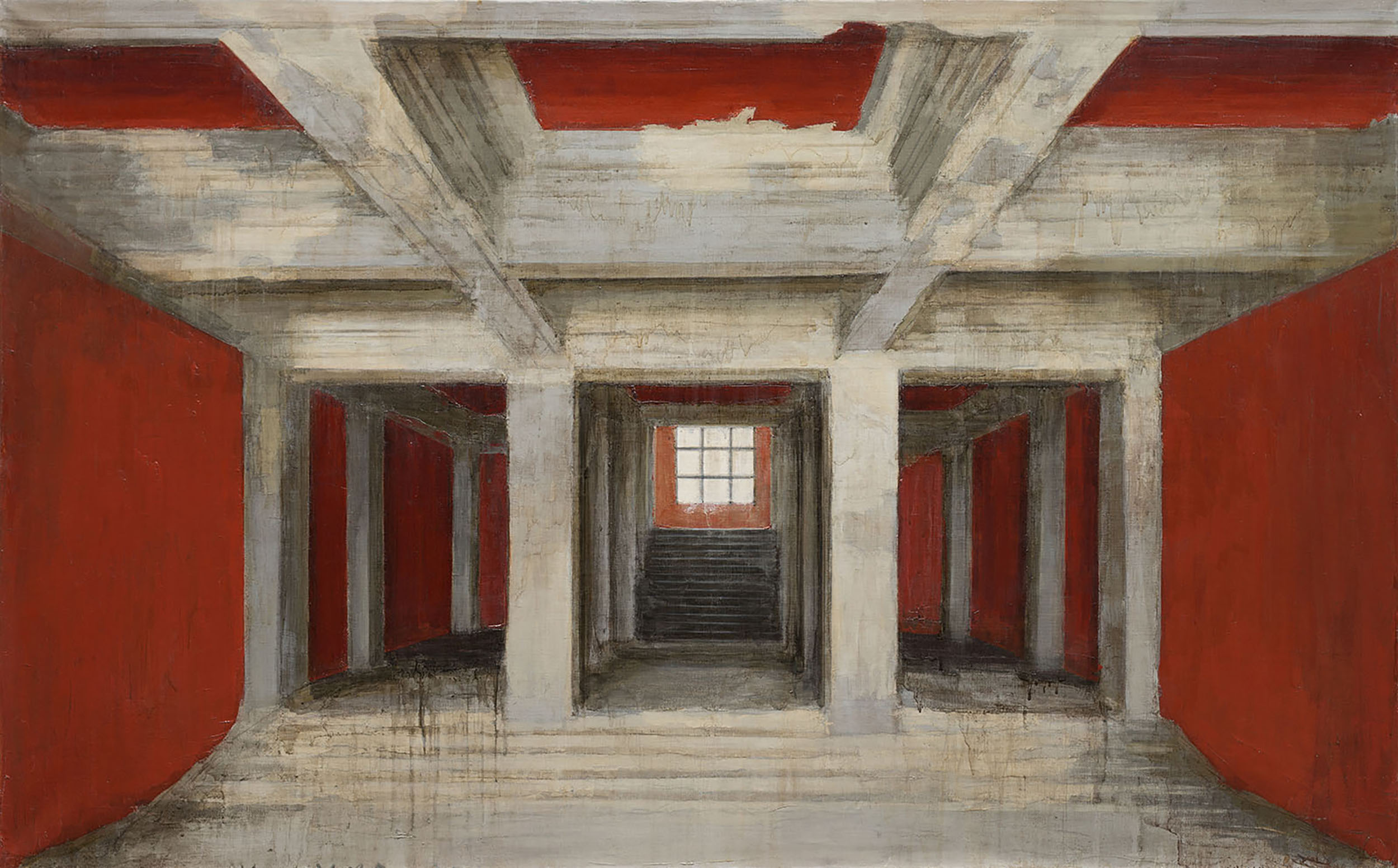
Pavel Otdelnov. Ruines 3. 2016

De 2015 à 2020 Otdelnov a travaillé sur le projet Promzona (zone industrielle). En 2019, une exposition à grande échelle du projet a été organisée au Musée d'art moderne de Moscou. En 2020, le projet a reçu un prix de l'innovation. En 2021, Promzona figure parmi les trois finalistes du prix Kandinsky. En 2022, le projet a été exposé au musée d'art d'Uppsala (Suède).
Le projet s'est appuyé sur l'histoire familiale de l'artiste. Trois générations de ses ancêtres ont travaillé dans des usines chimiques à Dzerzhinsk. L'histoire de la famille était donc étroitement liée à celle de ces usines. Au cours de son travail, Otdelnov a étudié des documents d'archives et des journaux locaux de la période soviétique, a communiqué avec des historiens et des environnementalistes locaux, a exploré le territoire des zones industrielles, ainsi que le territoire de l'ancienne colonie de Voroshilovsky. En utilisant une variété de médias - peinture, photographie, vidéo, installation, texte et ready-made - il a offert un regard sur une époque révolue dans sa dimension historique et personnelle. L'exposition était complétée par des fragments de mémoires publiés par des ouvriers et des ingénieurs des usines de Dzerzhinsk, ainsi que par des fragments du livre N'entrez pas sans masque à gaz écrit par le père de l'artiste, Alexander Otdelnov,,,.

### Une traînée tintinnabulante, 2021

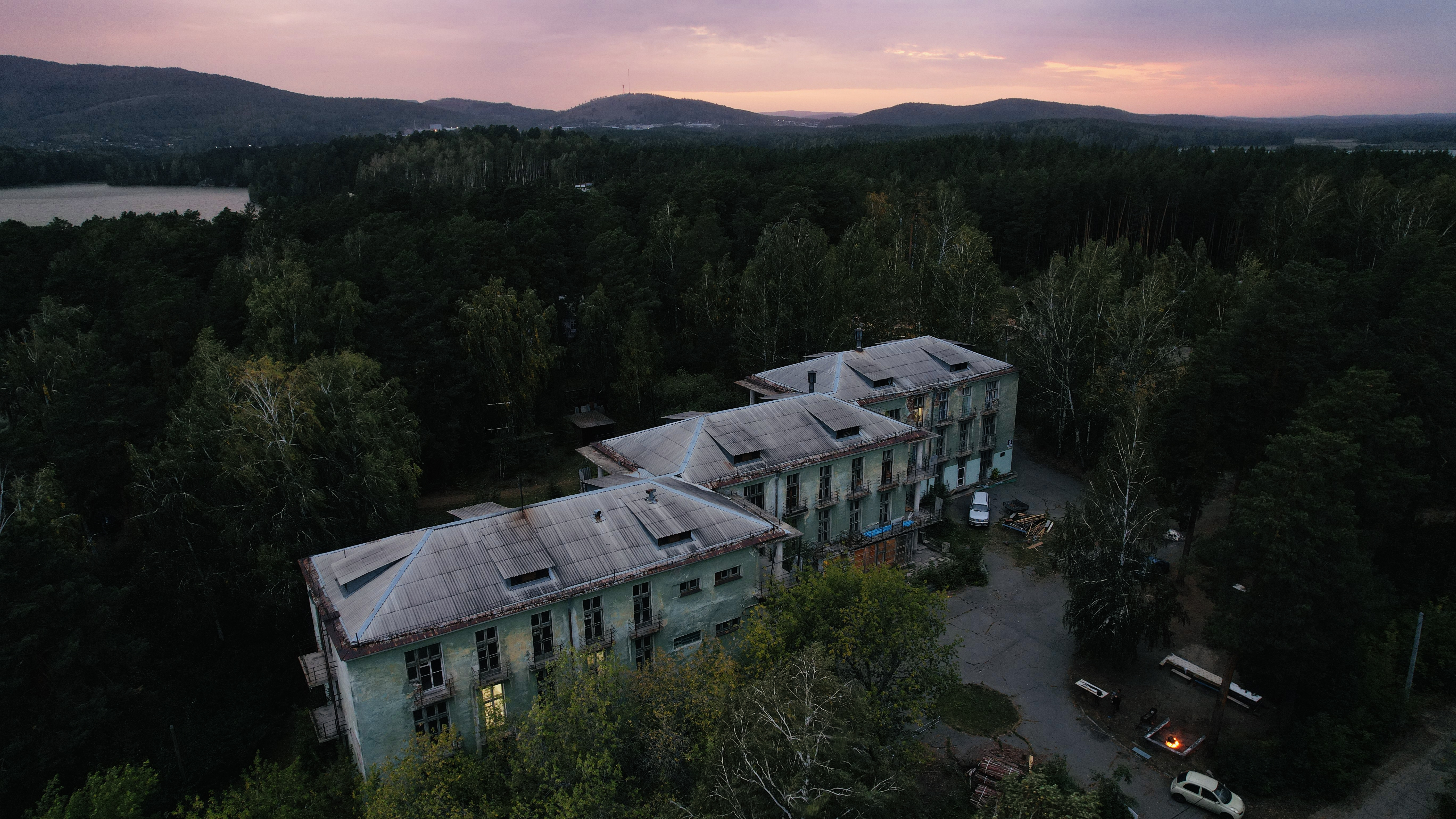
Le bâtiment de l'ancien dortoir du laboratoire B

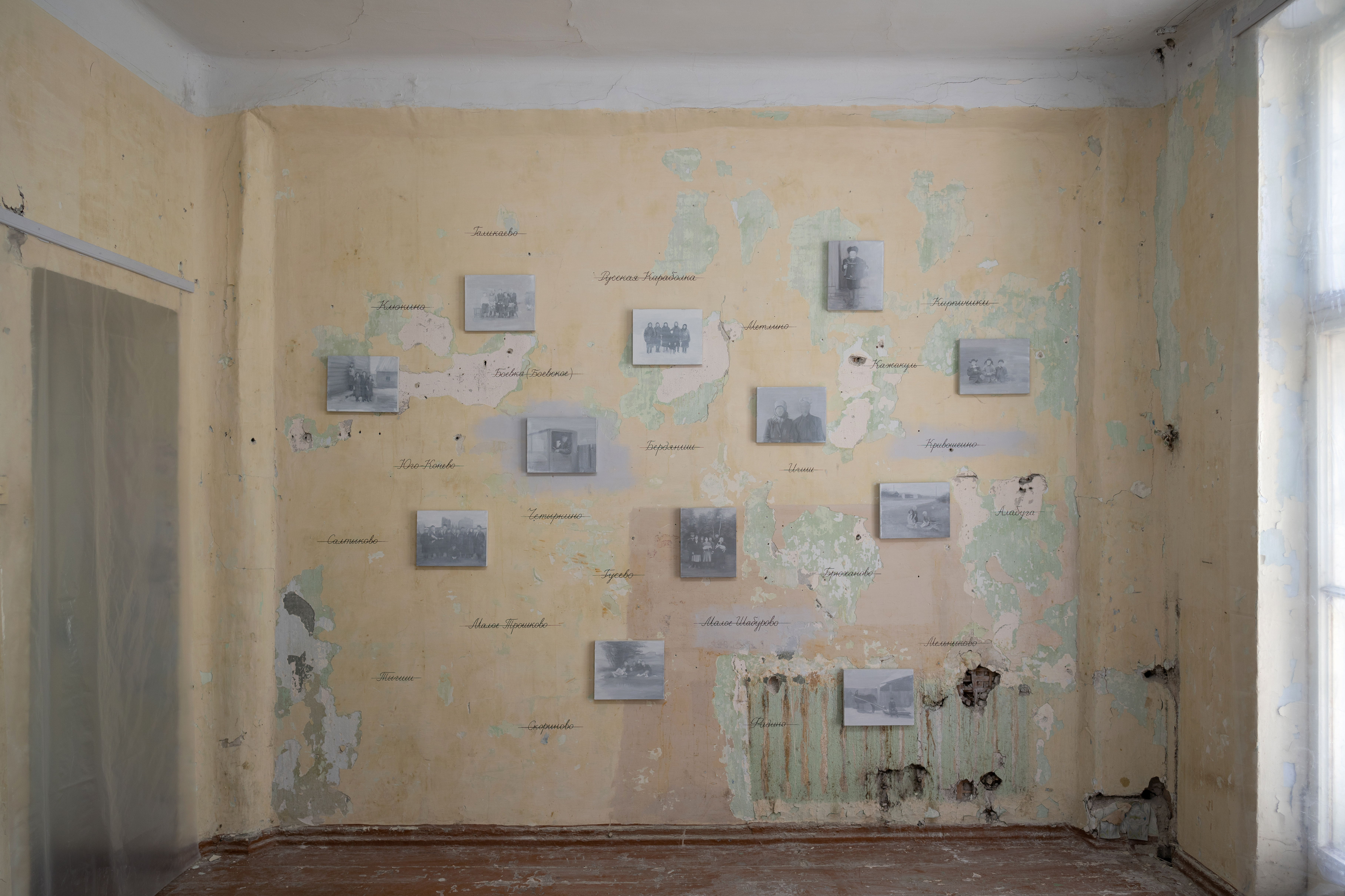
Pavel Otdelnov. Les colons. 2021

À l'automne 2021, à l'invitation de l'équipe de la Biennale de l'Oural, Otdelnov a créé un projet consacré à l'histoire de l'industrie nucléaire dans le sud de l'Oural. Le projet a été exposé dans l'ancien dortoir du secret laboratoire B dans le village de Sokol dans la région de Tcheliabinsk. Pendant la période soviétique, le laboratoire s'occupait de questions de radiobiologie, mais depuis plusieurs décennies, le bâtiment du dortoir était vide et délabré. Otdelnov a construit l'exposition comme un musée. Il a exposé des tableaux peints pour l'exposition, des documents trouvés et des témoignages. Chacune des 21 salles de l'exposition raconte différents épisodes de l'histoire de l'industrie nucléaire : l'invention de la bombe atomique, l'explosion de 1957 à la Complexe nucléaire Mayak, les traces radioactives de Tcheliabinsk et les villages morts, le langage secret des travailleurs de l'atome et la vie quotidienne des villes fermées, la rivière Tetcha empoisonnée, dans laquelle de lourds déchets radioactifs ont été déversés en 1949-1952, alors que les habitants de ses rives continuaient d'utiliser l'eau. Le projet a remporté un vif succès auprès des spectateurs et des critiques et a été reconnu comme l'un des meilleurs de la Biennale. Malgré son éloignement, l'exposition a été visitée par un grand nombre de personnes de différentes villes russes et, à la fin de la Biennale, il a été décidé de maintenir l'exposition à Sokol pour toujours. Depuis 2022, l'exposition est devenue permanente,,,,,.

## Expositions et collections

### Expositions personnelles
- 1999 — Pavel Otdelnov. Peinture, Maison de Pierre le Grand, Nizhny Novgorod, Russie[14]
- 2001 — La Russie en Italie, Albarella, Vénétie, Italie[14]
- 2005 — Toile. Temps. Espace, Chambre de commerce et d'industrie, Dzerzhinsk, Russie[14]
- 2006 — The Road Home, Central Exhibition Hall of Nizhny Novgorod State Exhibition Centre, Nizhny Novgorod, Russie[14]
- 2010-2012 — expositions dans le cadre de l'année croisée de la Russie et de l'Espagne (Centre culturel Quinta del Berro, Madrid ; Maison-musée Miguel de Cervantes, Alcala de Henares ; Centre culturel Nicolas Salmeron, Madrid ; Salle d'exposition Juana Fransa, Madrid ; Casa de los Picos, Ségovie)[14]
- 2012 — Neon Landscape, Galerie de l'Agence ArtRu, Moscou, Russie[14]
- 2012 — Otra Cotidianidad, Centro Ruso de Ciencia y Cultura, Madrid[14]
- 2014 — Inner Degunino, Musée d'art moderne de Moscou, Russie[14]
- 2014 — First Principle of Dialectics, exposition conjointe avec Egor Plotnikov, Open Club Gallery, Moscou, Russie[14]
- 2014 — No man's land, exposition conjointe avec Yulia Malinina dans le cadre de la 4e Biennale internationale du jeune art de Moscou, Greenberg Gallery, Moscou, Russie[14]
- 2015 — Conseil d'honneur, Musée des beaux-arts de Stavropol, Russie[14]
- 2015 — Centre commercial, Galerie Triumph, Moscou, Russie[14]
- 2016 — Territoire des dommages accumulés au Musée mobile d'une image, Galerie Belyaevo, Moscou, Russie[14]
- 2016 — White Sea. Black Hole, Centre d'État pour l'art contemporain "Arsenal", Nijni Novgorod, Russie[14]
- 2016 — Déserts. 2002-2017, Galerie Belyaevo, Moscou, Russie[14]
- 2018 — Usine chimique, Galerie FUTURO, Nijni Novgorod, Russie[14]
- 2018 — Anecdotes d'usine, cluster industriel créatif "Octava", Toula, Russie[14]
- 2018 — Psychozoic Era, COSMOSCOW 2018, stand de la galerie JART, Moscou, Russie[14]
- 2019 — Promzona, Musée d'art moderne de Moscou, Russie[15]
- 2020 — Promzona, exposition individuelle dans le cadre de l'exposition des lauréats du prix Innovation 2020, Arsenal, Nijni Novgorod, Russie[16]
- 2020 — Pouvez-vous vous géolocaliser ? Choisissez vous-même, dans le cadre de la foire internationale d'art contemporain COSMOSCOW, Russie[17]
- 2021 — Russian Nowhere, Galerie Triumph, Moscou, Russie[18]
- 2022 — Ringing Trace, exposition individuelle dans le cadre du programme de résidence de la 6e Biennale industrielle d'art contemporain de l'Oural, bâtiment du dortoir du laboratoire B, Sokol settlement, région de Chelyabinsk, Russie[10]
- 2022 — Promzona, Musée d'art d'Uppsala, Suède[19]
- 2022 — Champ d'expériences, Musée d'art de Kalmar, Suède[20]
- 2022 — Acting Out, Pushkin house, Londres, Royaume-Uni[21]

### Collections
- Galerie Tretiakov, Moscou, Russie[21]
- Musée russe, Saint-Pétersbourg, Russie[21]
- Musée des Beaux-Arts Pouchkine, Moscou, Russie
- Centre national d'art contemporain (NCCA, Moscou)[21]
- Musée d'art d'Uppsala, Suède[21]
- Musée d'art de Kalmar, Suède[21]
- Musée d'art moderne de Moscou, Russie[21]
- Institut d'art réaliste russe, Moscou, Russie[21]
- Centre d'art contemporain Sergei Kuryokhin, Saint-Pétersbourg, Russie[21]

## Prix
- 2015 — Candidat au prix Kandinsky dans la catégorie Projet de l'année[22]
- 2017 — Présélectionné pour le prix Sergey Kuryokhin dans la catégorie Meilleure œuvre d'art visuel[23]
- 2017 — Prix Sergueï Kouriokhine pour l'art contemporain, Prix spécial de l'Institut français[23]
- 2017 — Nomination pour le prix Kandinsky dans la catégorie Projet de l'année[24]
- 2019 — Nomination au prix Kandinsky dans la catégorie Projet de l'année[25]
- 2020 — Lauréat du prix Cosmoscow dans la catégorie Artiste de l'année[26]
- 2020 — Lauréat du prix de l'innovation dans la catégorie Artiste de l'année[27](exposition personnelle Promzona)
- 2021 — Finaliste du prix Kandinsky dans la catégorie Projet de l'année[28]

## Galerie

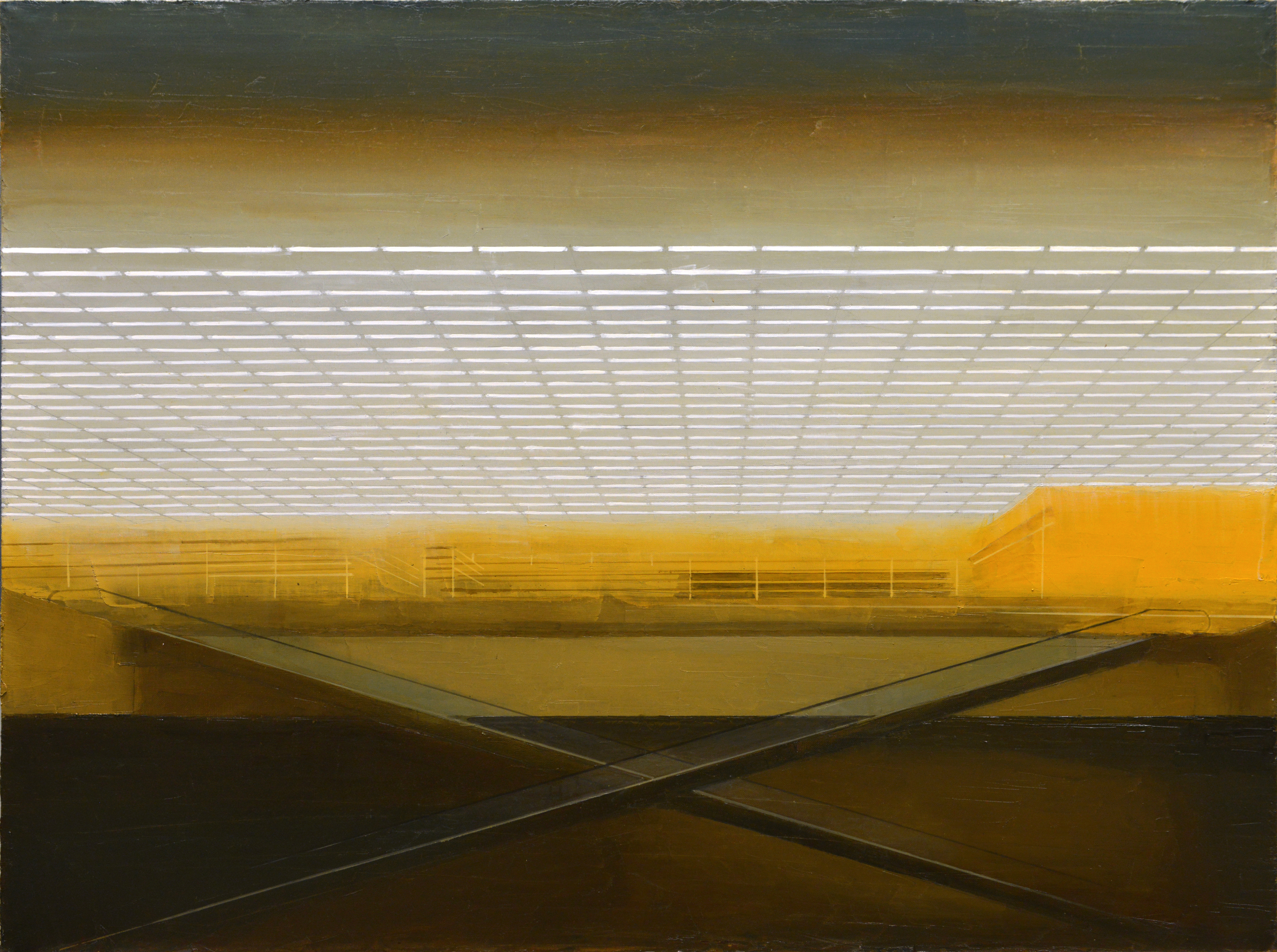
Pavel Otdelnov. Centre commercial. 2013
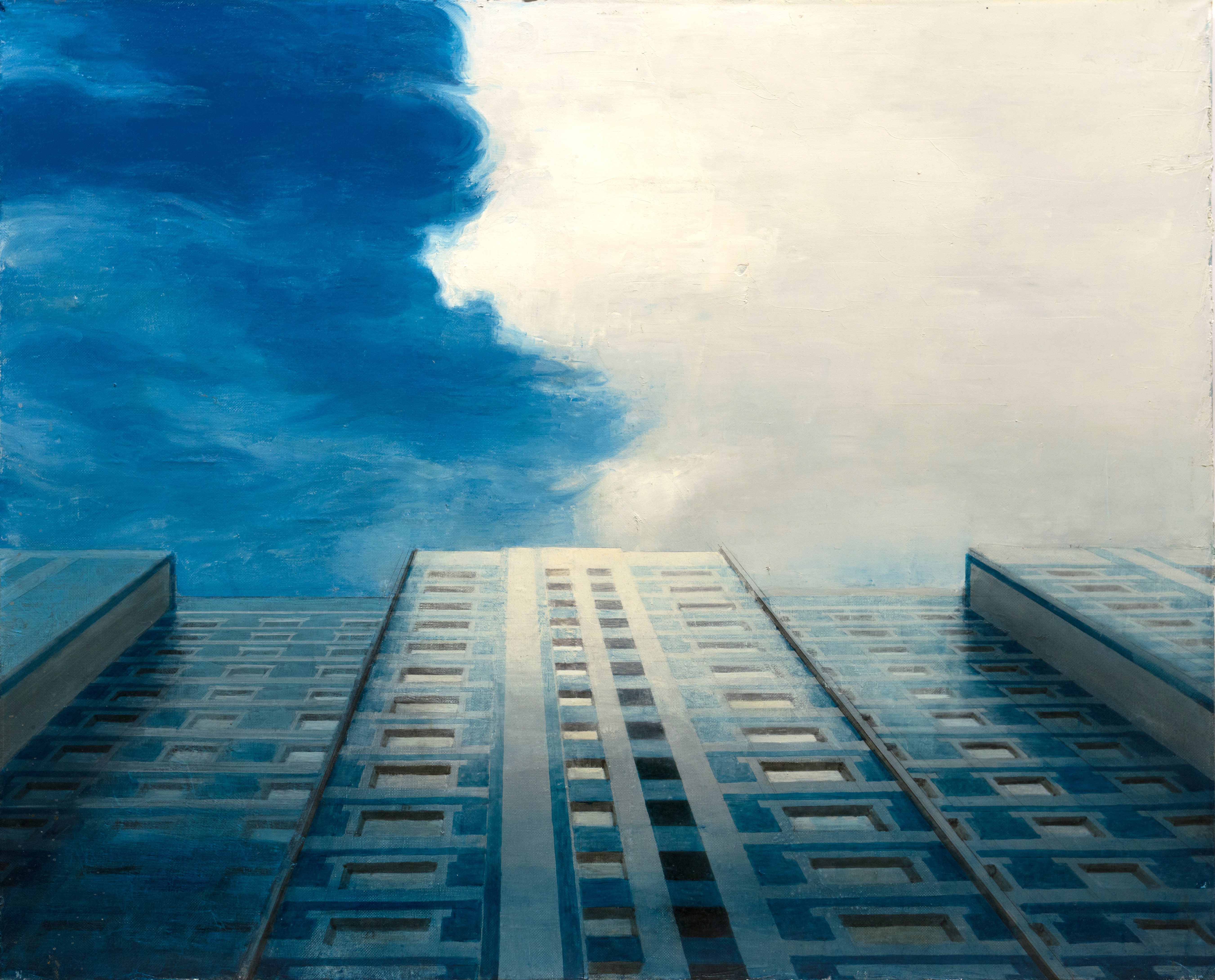
Pavel Otdelnov. P-44. 2014
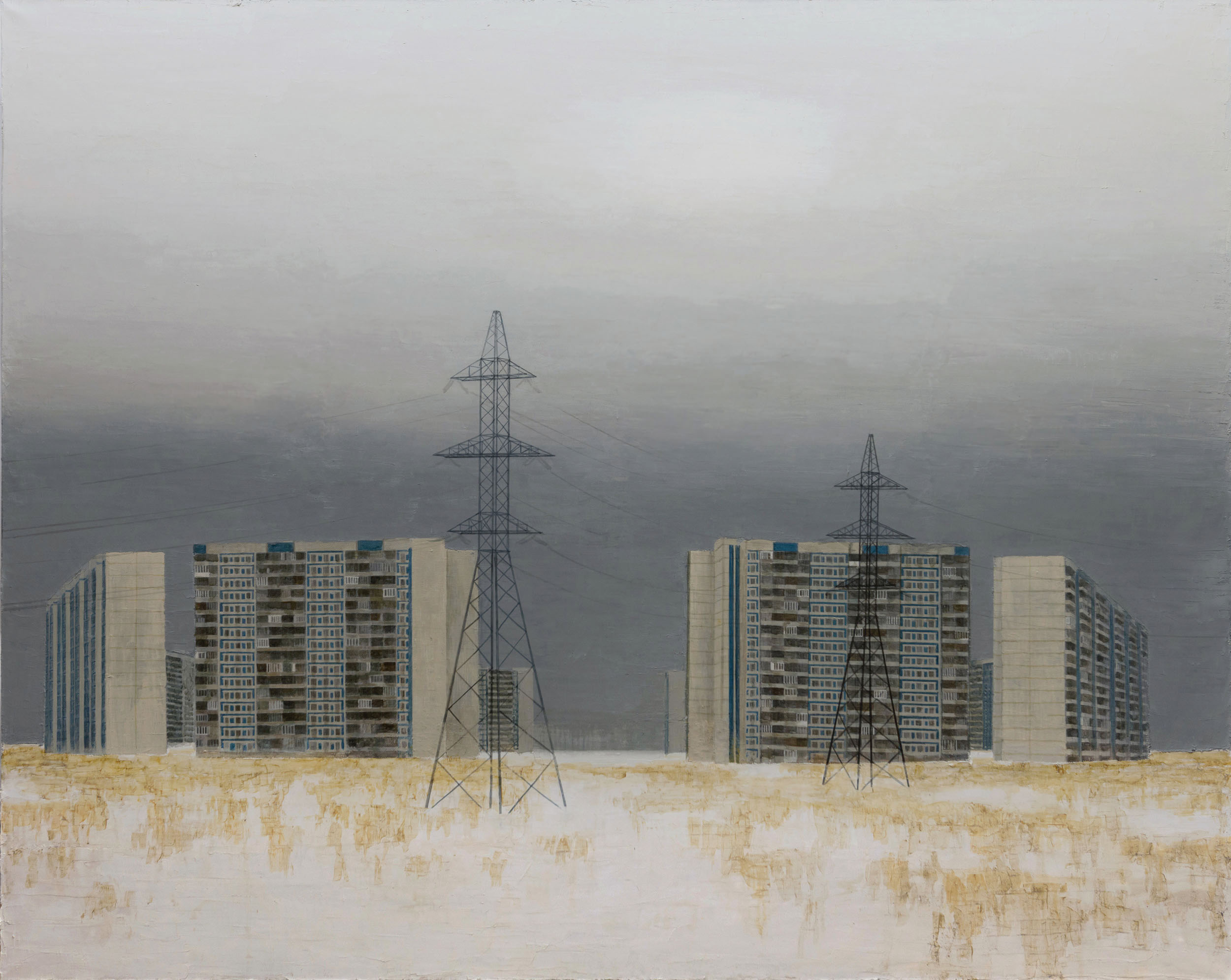
Pavel Otdelnov. Stonehenge. 2013
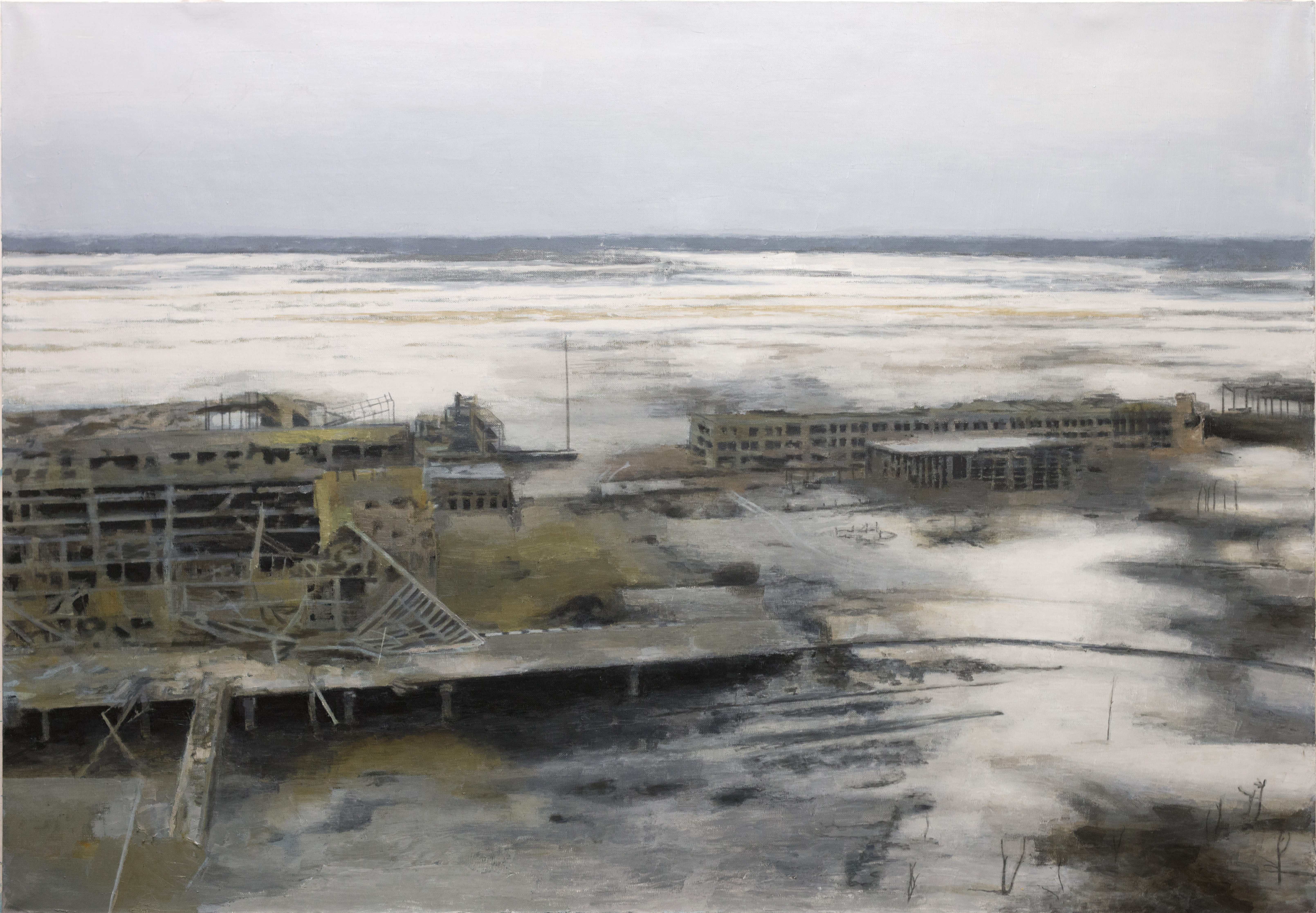
Pavel Otdelnov. Il n'y a pas de vol aujourd'hui.. 2015
Pavel Otdelnov. Photo générale. 2017
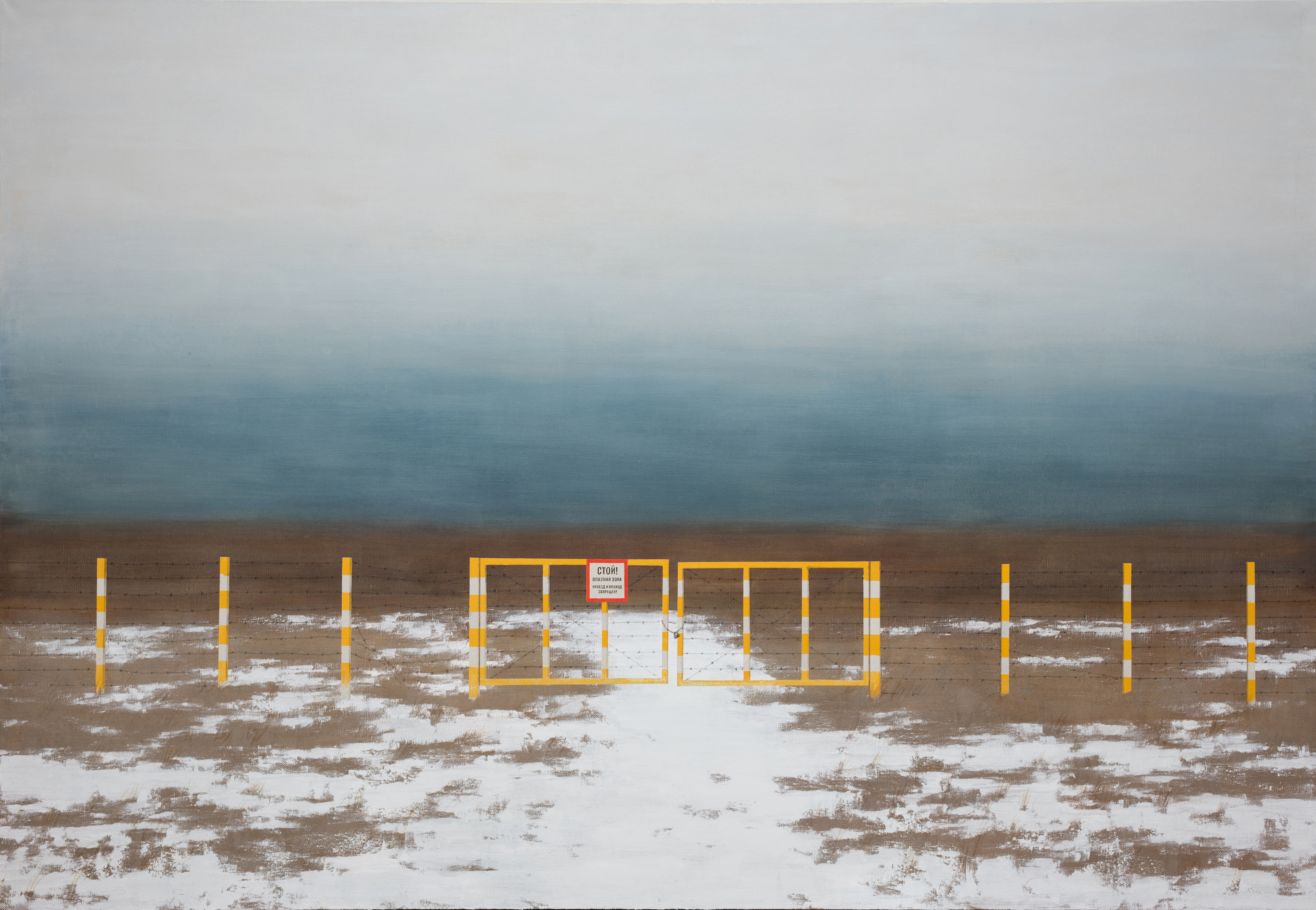
Pavel Otdelnov. Zone dangereuse. 2018
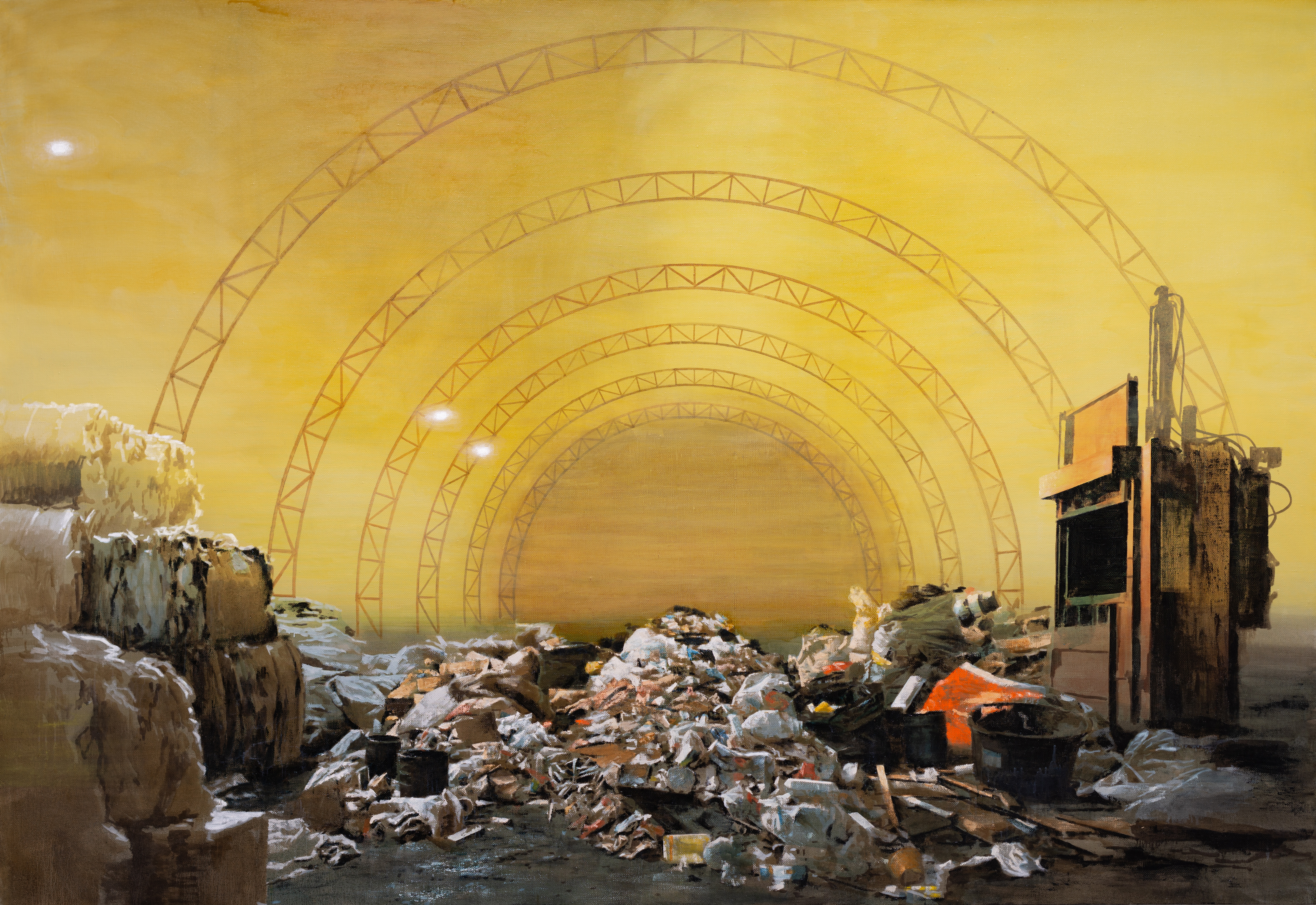
Pavel Otdelnov. Tri des déchets. 2020
Pavel Otdelnov. Zhuten. 2020
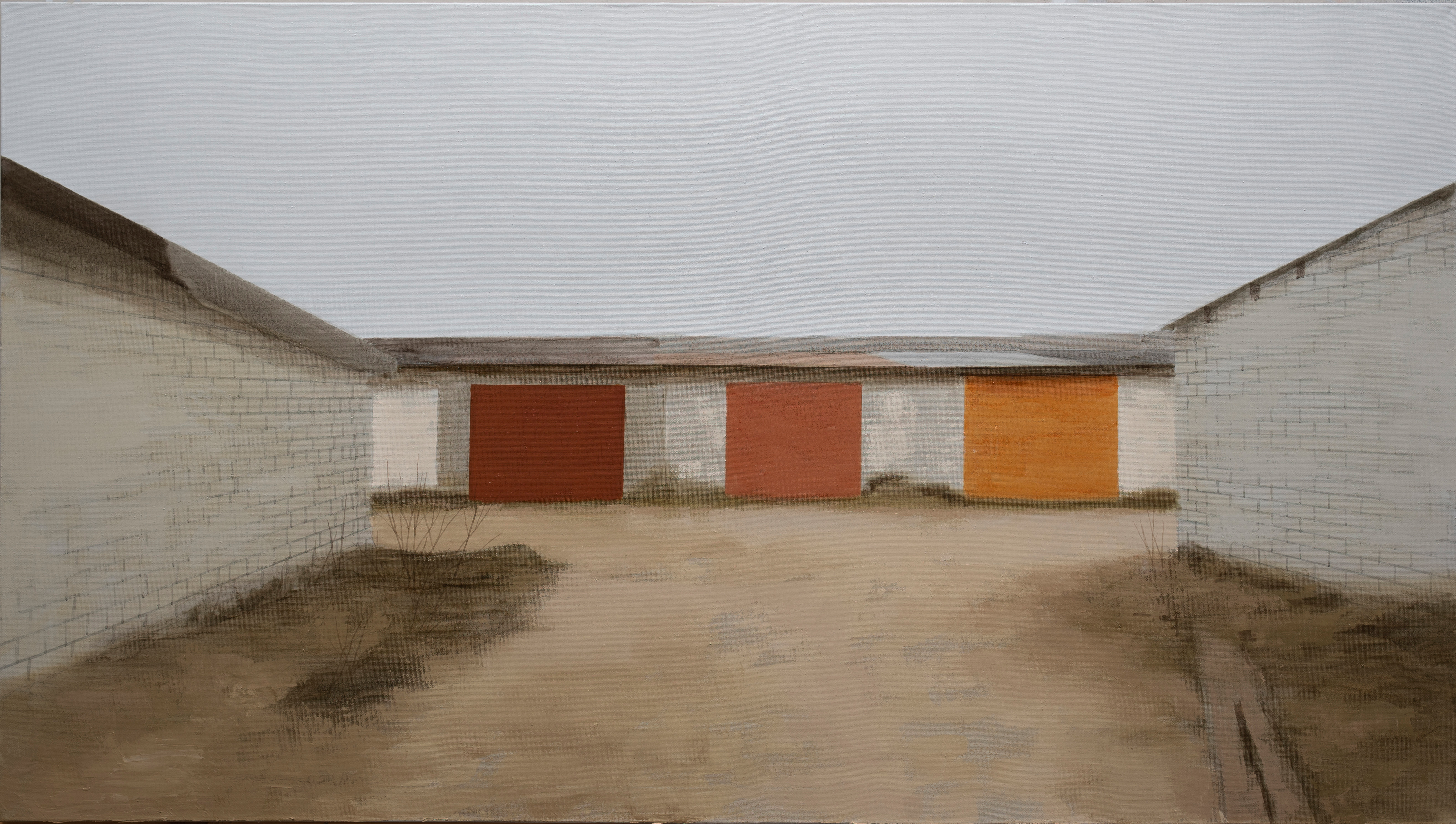
Pavel Otdelnov. Garages. 2020
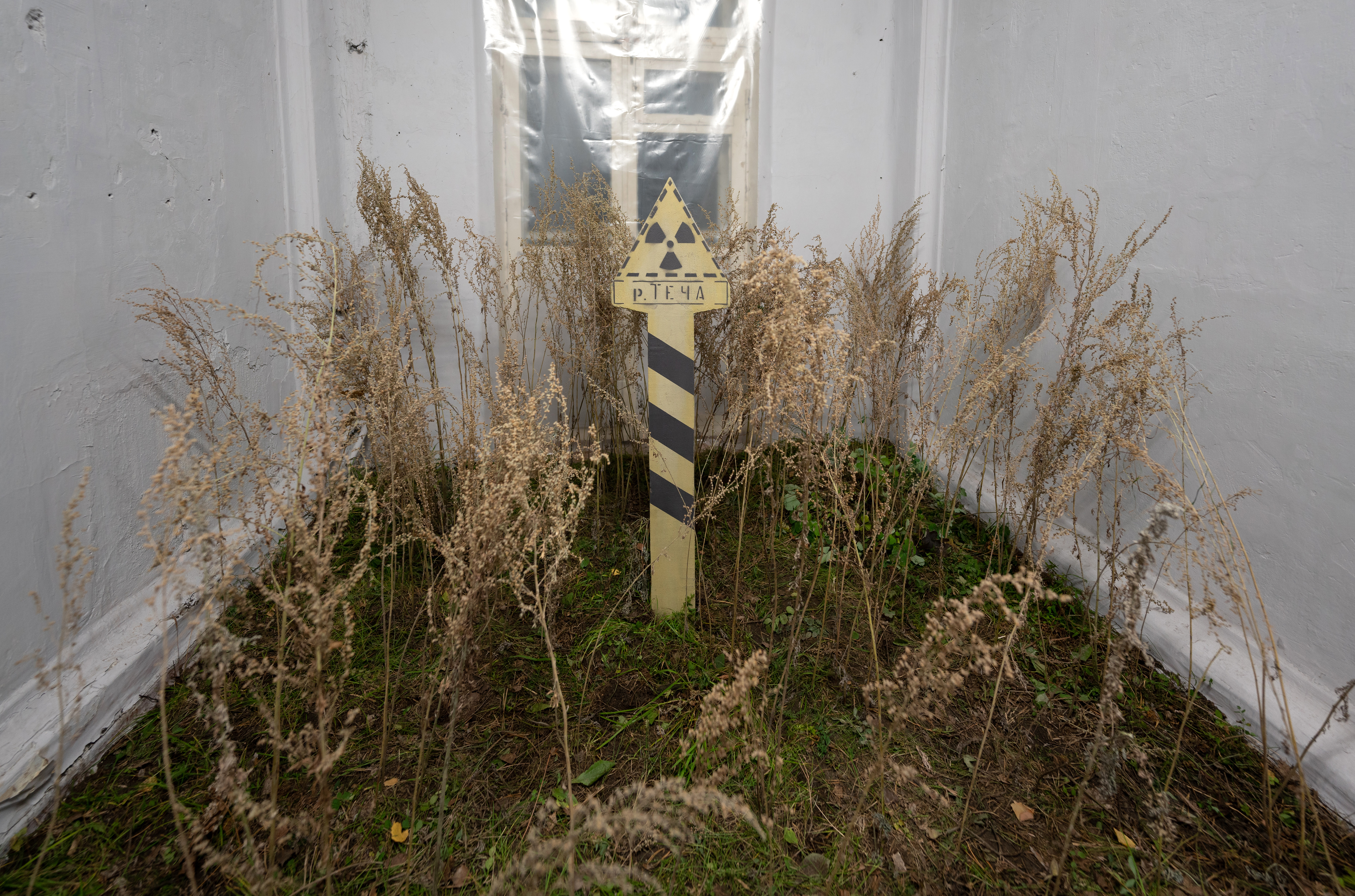
Pavel Otdelnov. Tetcha. 2021
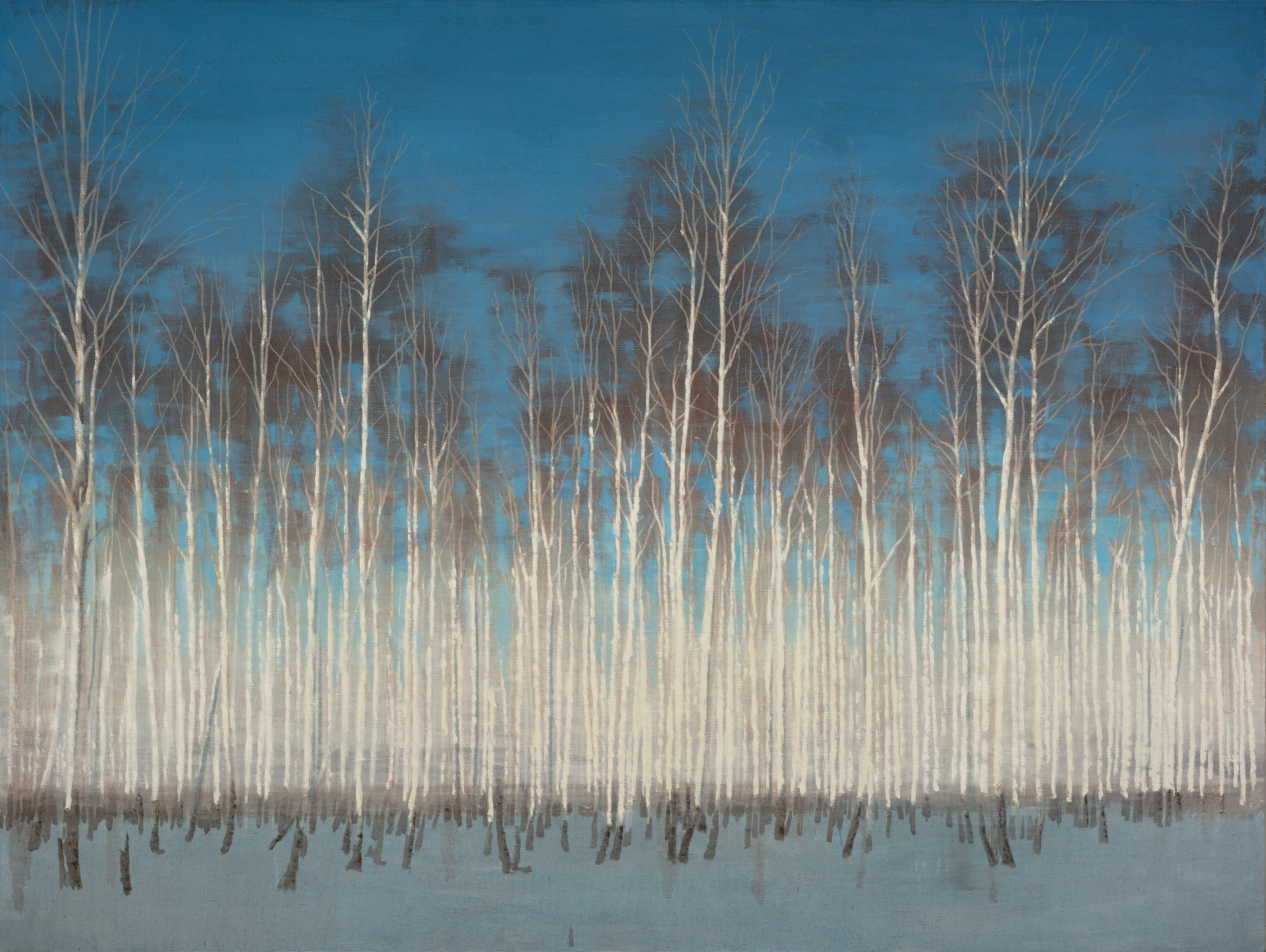
Pavel Otdelnov. Forêt de bouleaux. 2021
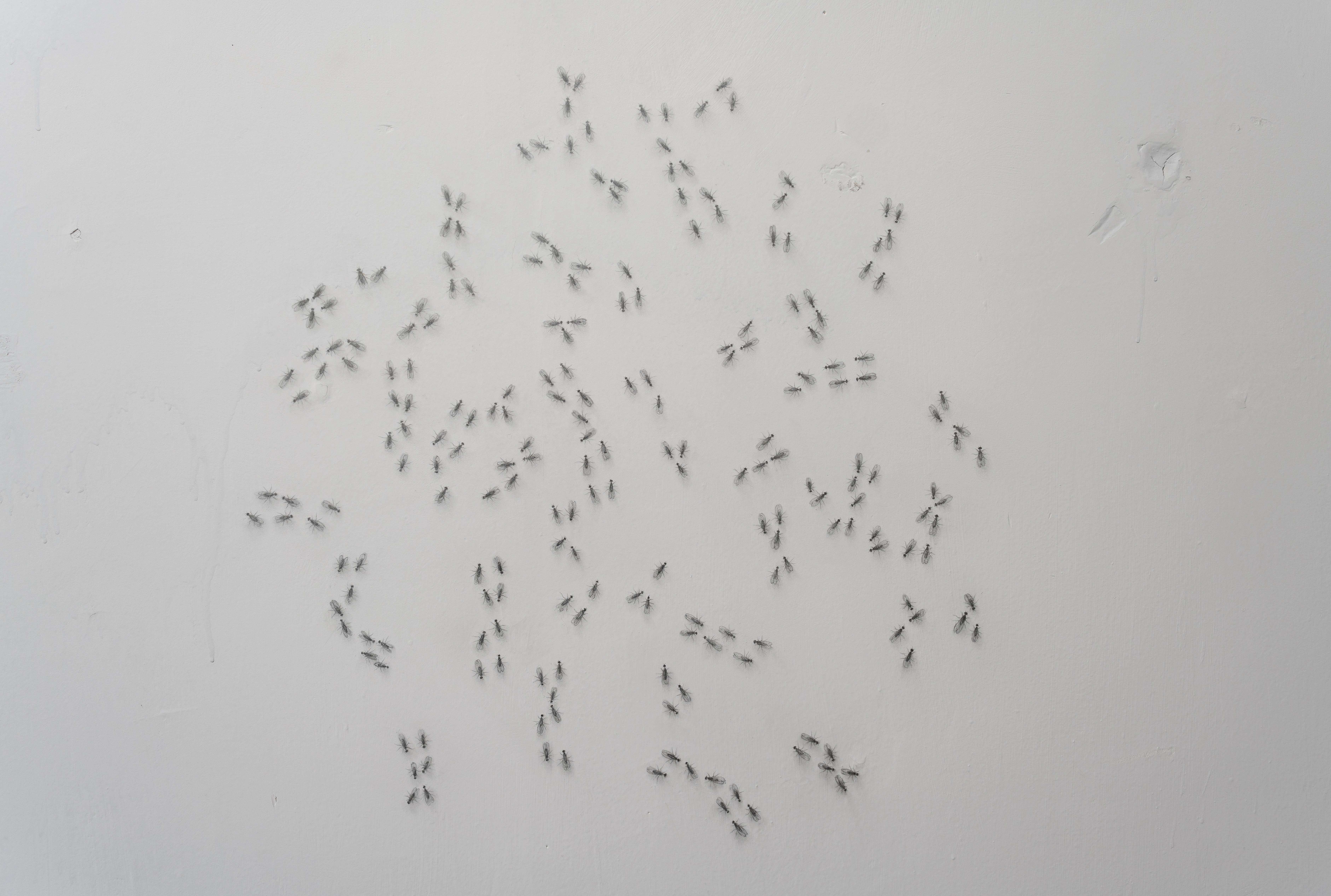
Pavel Otdelnov. Caryotype. 2021
Pavel Otdelnov. Relocated. 2021
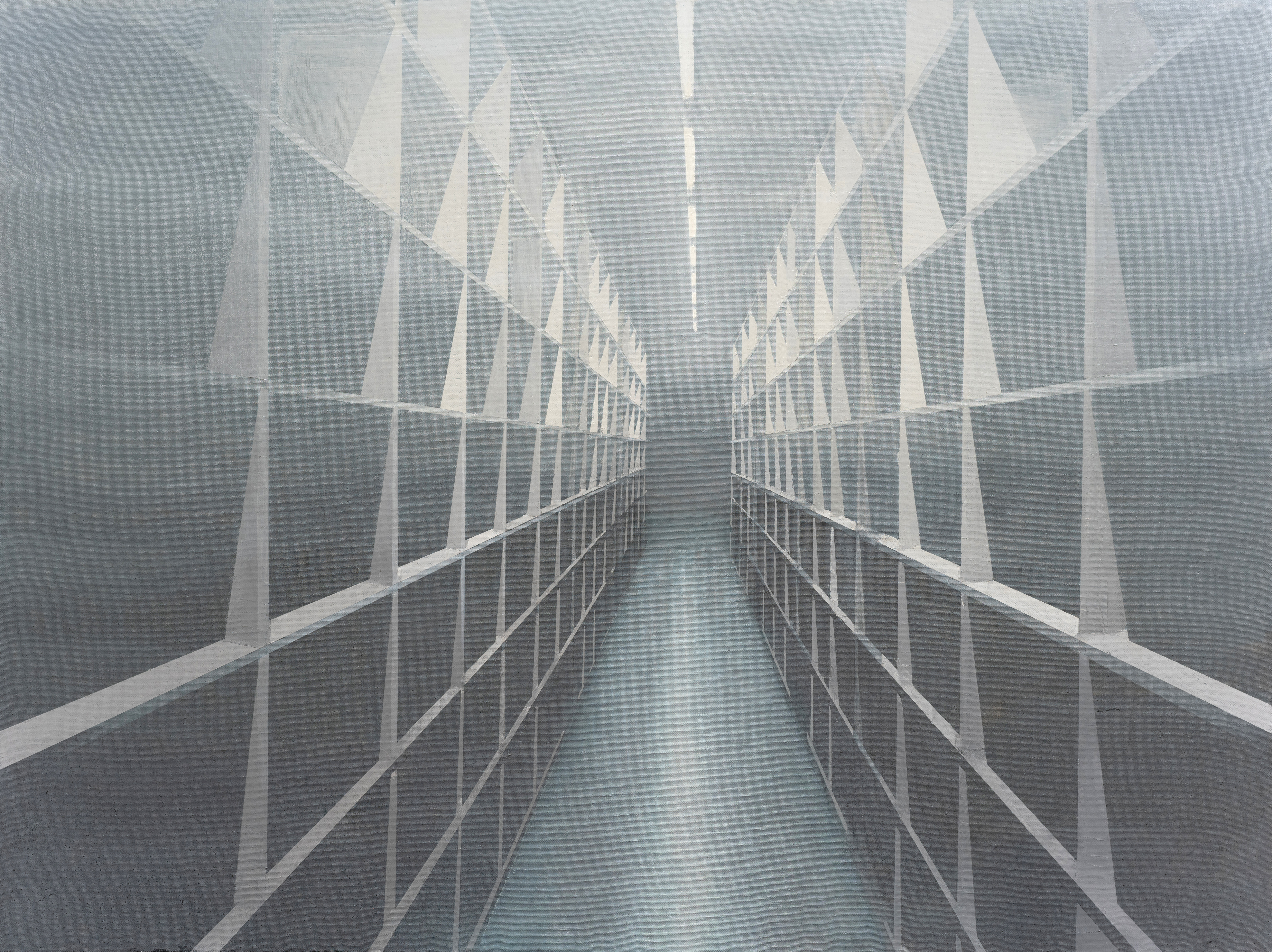
Pavel Otdelnov. lons. 2021